# Этридж, Кэми
Мэри Камилла «Кэми» Этридж (англ. Mary Camille "Kamie" Ethridge; род. 21 апреля 1964 года, Херфорд, штат Техас, США) — американская баскетболистка, запомнившаяся своими выступлениями на студенческом уровне. В 1986 году выиграла турнир NCAA в составе команды «Техас Лонгхорнс». Играла в амплуа разыгрывающего защитника. В составе национальной сборной США стала чемпионкой Летних Олимпийских игр 1988 года в Сеуле, а также выиграла золотые медали на чемпионате мира 1986 года в СССР. По окончании университета вошла в тренерский штаб родной команды «Техас Лонгхорнс». В настоящее время является главным тренером студенческой команды «Вашингтон Стэйт Кугэрз».

## Ранние годы
Кэми Этридж родилась 21 апреля 1964 года в городе Херфорд (штат Техас), училась немного южнее в городе Лаббок в средней школе Монтерей, в которой выступала за местную баскетбольную команду.